# 丘の上のバンビーナ
『丘の上のバンビーナ』（おかのうえのバンビーナ）は、鈴木有布子による日本の少女漫画作品。

## 概要
『Wings』（新書館）において、2007年8月号から2008年2月号まで連載された。全6話、単行本全1巻。単行本には、本編のほかに、後日談として「センチメント」、「丘の上のバンビーノ」の2話が描き下ろされている。
現代のとある郊外の町を舞台に、主人公の少女とその飼い犬が、不思議な枕で一緒に眠ると、中身が入れ替わるという作品。主人公と飼い犬との友情を主眼に、入れ替わりを通して、主人公の成長や初恋、家族の絆などが描かれている。
続編にあたる作品として「Bino!Bino!」（ウィングス・コミックス、新書館）が、関連作品として「旬（いまどき）」（ウィングス・コミックス、新書館）がある。

## あらすじ
しっかり者の小学生・日比野 ひな子は、飼い犬のバンビーナと大の仲良し。丘の上に建つ家で、おかーさんとともに、単身赴任中のパパの帰りを待ちながら暮らしている。
ある日、おかーさんからもらった大きな枕で一緒に寝たひな子とバンビーナ。翌朝、目が覚めると、なんと中身が入れ替わっていた!!
「この状況を楽しまない手はない!」
そこで、2人はそれぞれの生活を体験してみることに。とまどいも、辛いことも、楽しいことも、嬉しいことも、全てが新発見の連続で、大満足な1日を過ごした2人。
そして、もう一度大きな枕で眠りにつき、目が覚めると、ちゃんと元通りに戻っていた。
すっかりこの不思議な現象を気に入った2人は、時折入れ替わって、お互いの日常を満喫するようになる。
そんな時、ひな子はバンビーナの姿で、サッカー少年・秋津 浩樹と出会う。

## 登場人物

### 日比野家
日比野 ひな子（ひびの ひなこ）
本作の主人公。小学校2年生、7歳。
はきはきとした性格。勉強は学年で一番（ただし、体育は苦手）の優等生で、家では家事をこなし、母を支えるしっかり者。
その反面、強がりで素直になれず、人付き合いも下手。そのため、バンビーナと入れ替わるまでは友人がいない状態で、クラスメートからも敬遠されていた。また、大好きな父と会えない寂しさも我慢している。
普段は長い髪をおさげにしているが、中身がバンビーナの時は髪を結べないため、そのまま下ろしている。
バンビーナ
コリーとシベリアン・ハスキーのミックスのメス犬。4歳。通称・「ビーナ」。
多忙な日比野夫妻が、普段寂しい思いをしているひな子のために4年前から飼い始めた。以来、ひな子とは無二の親友。
賢いことで評判なので、町会長お墨付きを得て、昼間は一人で町を散歩している。その際、人懐っこいこともあり、道行く人からたくさん食べ物をもらっており、少々肥満気味。また、ひな子と入れ替わり学校へ行く時は、給食を楽しみにしている。
普段は首輪だけだが、中身がひな子の時は、その上からバンダナを巻いている。
日比野 あや子（ひびの あやこ）
ひな子の母。自称・永遠の32歳（実年齢は37歳前後と思われる）。
しっかりしているが、かなりずぼらで豪胆な性格。ひな子同様意地っ張り。
在宅で仕事をしている。しかし、忙しいためか、それとも性格のせいか、家事は料理以外あまりせず（ただ、料理もあまり得意ではなく、ひな子からの評判は悪い）、ひな子によく怒られている。
日比野 海（ひびの かい）
ひな子の父。27歳。
都心の人気イタリアンレストランでシェフをしており、店が家から遠いため単身赴任中。帰ることができるのは、月に1、2回程度なのだが、普段から休みが少なく、日本国外へ行くなど多忙を極めており、帰れなくなることも度々。
基本的に無趣味で、唯一の趣味がワインの収集。
描き下ろし「センチメント」にて、自身の店を持つことが出来たもよう。
日比野 秀（ひびの しゅう）
描き下ろし「丘の上のバンビーノ」のみ登場。
ひな子の弟。ひな子とバンビーナのように、バンビーノと入れ替わることができる様子。
バンビーノ
描き下ろし「丘の上のバンビーノ」のみ登場。
オス犬。ひな子とバンビーナのように、秀と入れ替わることができる様子。

### 秋津家
秋津 浩樹（あきつ ひろき）
ひな子と同じ小学校に通う小学6年生の男の子。
かっこよく、友人もファンも多いちょっとした有名人。普段はわりとすましているが、本来は年頃の少年らしく無邪気。
サッカークラブに所属し、表彰や特別合宿に選抜されたりもしており、将来が有望視されている。一方、家では将来サッカー選手になりたいという夢を父に反対され、衝突が絶えない。そのため、進路に悩み、落ち込んでいたところを、偶然、バンビーナ（中身はひな子）と出会い、励まされる。
秋津先生
浩樹の父。医者で、病院の院長先生。50代。
優しく穏やかな人柄。しかし、医者の跡を継いでほしいこと、スポーツ選手の世界が厳しいものであることなどから、息子がサッカーの道に進むことを反対しており、衝突が絶えない。
初めてひな子と会った時、ひな子に「おじいさん」と呼ばれショックを受けていた。

### その他
カナちゃん
ひな子の友人。ひな子と同じ2年3組で、秋津浩樹のファン。
菜穂ちゃん
ひな子の友人。ひな子と同じ2年3組で、ボーイッシュな女の子。

## 備考
あとがきにおいて、タイトルに関して、担当者から「世界名作劇場のようだ」と言われ、変更する予定だったが、他に思い浮かばずそのままとなったと語っている。
主人公の両親は、作者の初単行本「旬（いまどき）」の主人公とヒロイン。

## 関連作品
- 旬（いまどき）（ウィングス・コミックス、新書館）
- Bino!Bino!（ウィングス・コミックス、新書館）